# كنتي روبلز
فيتيار كانتي روبلز سولس (من مواليد 15 فبراير 1991)، المعروفة باسم كنتي روبلز، هي لاعبة كرة قدم مكسيكية تلعب كظهير أيمن لنادي "Primera División" الإسباني والفريق المكسيكي للسيدات. وهي تحمل الجنسيتين الإسبانية والمكسيكية.

## روابط خارجية
- كنتي روبلز على موقع الاتحاد الدولي (مؤرشف)  (الإنجليزية)
- كنتي روبلز على موقع الاتحاد الأوربي (الإنجليزية)
- كنتي روبلز على موقع بطولة كرة القدم المكسيكية للسيدات (الإسبانية)
- كنتي روبلز على موقع قاعدة بيانات كرة القدم.إي يو (الإنجليزية)
- كنتي روبلز على موقع Soccerway.com (الإنجليزية)
- كنتي روبلز على موقع عالم كرة القدم.نت (الإنجليزية)